# STS-51-B
STS-51-B — 7-й космічний політ шатла «Челленджер» і 17-й політ за програмою «Спейс Шаттл». Другий раз на борту шатла перебувала лабораторія Європейського космічного агентства «Спейслеб».

## Екіпаж

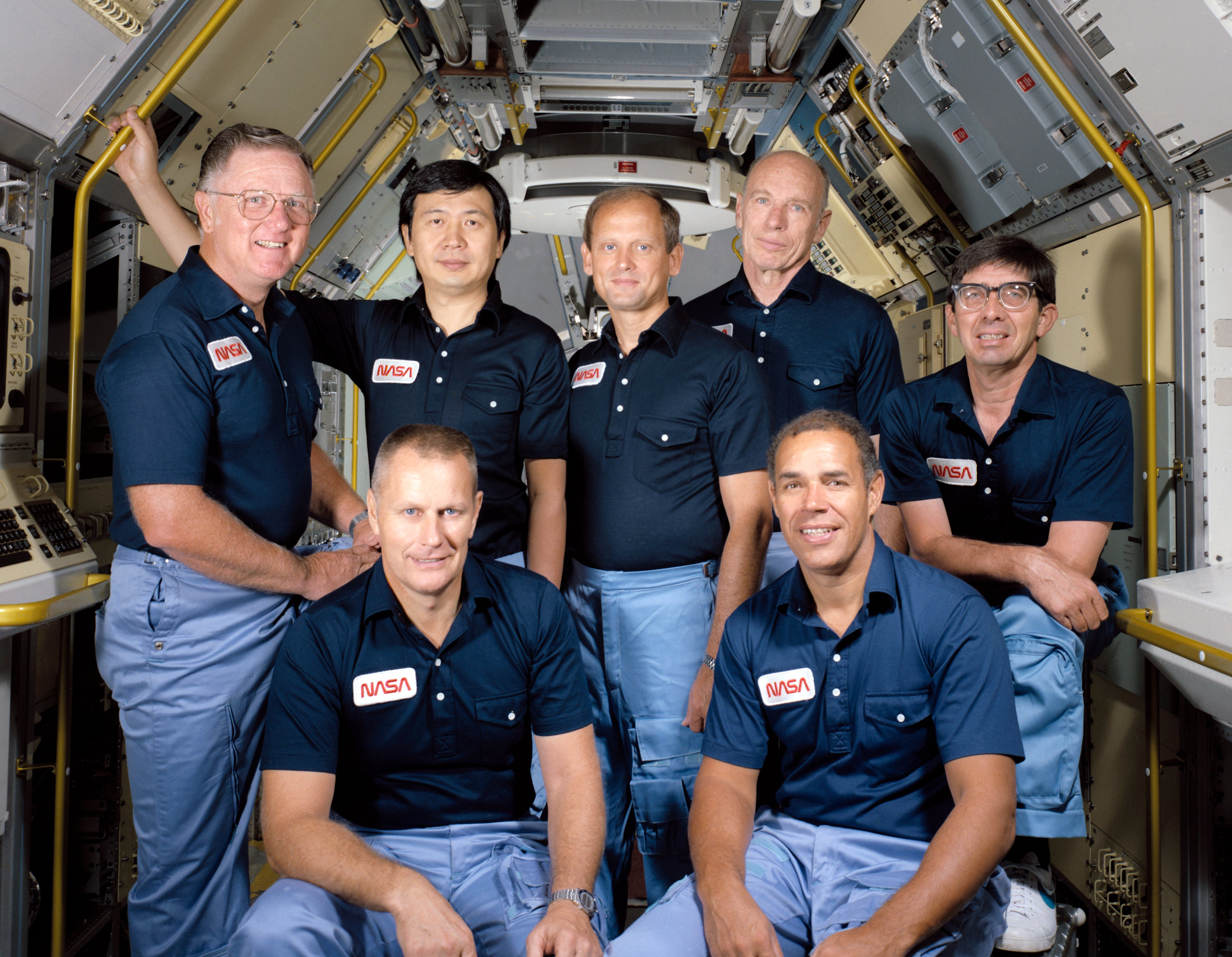
Зліва направо (сидять): Овермайер, Грегорі, (стоять): Лінд, Ван, Тагард, Торнтон, ван ден Берг

- Роберт Франклін Овермайер (англ. Robert F. Overmyer) (2)[1] — командир;
- Фредерік Дрю Грегорі (англ. Frederick D. Gregory) (1) — пілот;
- Дон Леслі Лінд (англ. Don L. Lind) (1) — фахівець за програмою польоту 1;
- Норман Ерл Тагард (англ. Norman Earl Thagard) (2) — фахівець за програмою польоту 2;
- Вільям Едгар Торнтон (англ. William E. Thornton) (2) — фахівець за програмою польоту 3;
- Лодевейк Ван ден Берг (англ. Lodewijk van den Berg) (1) — фахівець з корисного навантаження 1;
- Тейлор Ган Цзінь Ван (англ. Taylor Wang) (1) — фахівець з корисного навантаження 2.

## Опис польоту
- Маса:
  - під час зльоту: 111 980 кг
  - під час посадки: 96 373 кг